# ホワイトサイド郡 (イリノイ州)
ホワイトサイド郡（英: Whiteside County）は、アメリカ合衆国イリノイ州の北西部に位置する郡である。2010年国勢調査での人口は58,498人であり、2000年の60,653人から3.6％減少した。郡庁所在地はモリソン市（人口4,188人）であり、同郡で人口最大の都市はスターリング市（人口15,370人）である。
ホワイトサイド郡はその全体でスターリング小都市圏を構成している。

## 歴史
ホワイトサイド郡は1836年にジョーデイビース郡とヘンリー郡の一部を併せて設立された。郡名は米英戦争とブラック・ホーク戦争で戦ったイリノイ州の軍人サミュエル・ホワイトサイド将軍に因んで名付けられた。

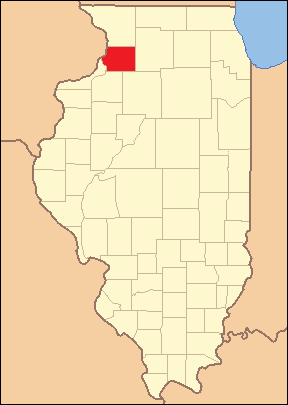
1839年創設時の郡領域、現在まで変化は無い

元アメリカ合衆国大統領ロナルド・レーガンは郡内のタンピコの町で生まれた。

## 地理
アメリカ合衆国国勢調査局に拠れば、郡域全面積は696.53平方マイル (1,804.0 km2)であり、このうち陸地684.25平方マイル (1,772.2 km2)、水域は12.28平方マイル (31.8 km2)で水域率は1.76％である。

### 主要高規格道路
- 州間高速道路88号線
- アメリカ国道30号線
- イリノイ州道2号線
- イリノイ州道40号線
- イリノイ州道172号線
- イリノイ州道78号線
- イリノイ州道84号線
- イリノイ州道136号線

### 隣接する郡
- キャロル郡 - 北
- オーグル郡 - 北東
- リー郡 - 東
- ビュロー郡 - 南東
- ヘンリー郡 - 南
- ロックアイランド郡 - 南西
- クリントン郡 (アイオワ州) - 西、ミシシッピ川の対岸

## 気候と気象
近年、郡庁所在地であるモリソン市の平均気温は1月の10°F (-12 ℃) から7月の85°F (29 ℃) まで変化している。過去最低気温は1905年2月に記録された-30°F (-34 ℃) であり、過去最高気温は1936年7月に記録された112°F (44 ℃) である。月間降水量は2月の1.51インチ (38 mm) から8月の4.69インチ (119 mm) まで変化している。

### 国立保護地域
- ミシシッピ川上流国立野生生物魚類保護区（部分）

## 人口動態
以下は2000年国勢調査による人口統計データである。
| 基礎データ - 人口: 60,653人 - 世帯数: 23,684 世帯 - 家族数: 16,768 家族 - 人口密度: 34人/km2（89人/mi2） - 住居数: 25,025軒 - 住居密度: 14軒/km2（36軒/mi2） 人種別人口構成 - 白人: 84.81% - アフリカン・アメリカン: 8.02% - ネイティブ・アメリカン: 0.26% - アジア人: 0.42% - 太平洋諸島系: 0.01% - その他の人種: 4.07% - 混血: 1.41% - ヒスパニック・ラテン系: 8.82% 先祖による構成 - ドイツ系：28.5％ - アイルランド系：10.8％ - オランダ系：9.9％ - アメリカ人：9.6％ - イギリス系：7.7％ | 年齢別人口構成 - 18歳未満: 25.0% - 18-24歳: 8.2% - 25-44歳: 27.0% - 45-64歳: 23.7% - 65歳以上: 16.1% - 年齢の中央値: 38歳 - 性比（女性100人あたり男性の人口） - 総人口: 95.9 - 18歳以上: 93.1 世帯と家族（対世帯数） - 18歳未満の子供がいる: 31.5% - 結婚・同居している夫婦: 57.5% - 未婚・離婚・死別女性が世帯主: 9.5% - 非家族世帯: 29.2% - 単身世帯: 25.1% - 65歳以上の老人1人暮らし: 11.8% - 平均構成人数 - 世帯: 2.51人 - 家族: 2.99人 収入と家計 - 収入の中央値 - 世帯: 40,354米ドル - 家族: 46,653米ドル - 性別 - 男性: 35,314米ドル - 女性: 21,828米ドル - 人口1人あたり収入: 19,296米ドル - 貧困線以下 - 対人口: 8.5% - 対家族数: 6.2% - 18歳未満: 11.4% - 65歳以上: 4.8% |

## 郡区
ホワイトサイド郡は下記22の郡区に分割されている。
| - オルバニー - クライド - コロマ - エリー - フェントン - フルトン - ガーデンプレーン - ジェネシー | - ハーナマン - ホプキンス - ヒューム - ジョーダン - リンドン - モントモレンシー - マウントプレザント - ニュートン | - ポートランド - プロフェッツタウン - スターリング - タンピコ - ユニオングローブ - ユースティック |

## 都市と町
| - モリソン - 郡庁所在地 - スターリング - タンピコ - オルバニー - コリータ - ディアグローブ | - エリー - フルトン - リンドン - プロフェッツタウン - ロックフォールズ |